# Alexandra Gavrilă
Alexandra Maria Gavrilă (n. 16 iunie 1995, în București) este o handbalistă din România care joacă pe postul de centru pentru echipa CSM Târgu Jiu.

## Biografie
Alexandra Gavrilă și-a petrecut junioratul la echipa de handbal Școala 181 SSP București, unde antrenor și director i-a fost chiar tatăl său, Maximilian Gavrilă. A câștigat de patru ori cu ACS Școala 181 SSP București campionatele naționale de junioare, în 2010-2011 și 2011-2012 la junioare II, iar în 2012-2013 și 2013-2014 la junioare I, la fiecare din aceste ediții fiind declarată și cel mai bun centru al campionatului. În decembrie 2013, handbalista a fost împrumutată la SCM Craiova, prima sa echipă de senioare, pentru care până la sfârșitul sezonului 2013-2014, a jucat în trei partide și a marcat 10 goluri. În decembrie 2014, a fost împrumutată la CSM Unirea Slobozia, iar în vara anului 2015 a fost împrumutată la CSM Ploiești. A evoluat pentru CSM Ploiești până în ianuarie 2016 când și-a reziliat contractul și a semnat cu SCM Craiova. În vara anului 2016, Alexandra Gavrilă s-a transferat la HCM Râmnicu Vâlcea. La sfârșitul sezonului 2018-2019, a semnat cu SCM Gloria Buzău iar în 2021 s-a transferat la CSM Deva. În ianuarie 2022 Alexandra Gavrilă a semnat cu CSM Târgu Jiu.

## Palmares
- Liga Europeană:
  - Grupe: 2024
  - Turul 3: 2021

- Cupa EHF:
  - Turul 3: 2019

- Liga Națională:
  -  Câștigătoare: 2019

- Cupa României:
  -  Finalistă: 2018, 2019, 2023
  -  Medalie de bronz: 2020

- Supercupa României
  -  Câștigătoare: 2018

- Campionatul național de junioare I
  - Câștigătoare: 2013, 2014

- Campionatul național de junioare II
  - Câștigătoare: 2011, 2012

## Distincții individuale
- Cel mai bun centru din campionatul național de junioare I: 2013, 2014;
- Cel mai bun centru din campionatul național de junioare II: 2011, 2012;